# Бенгальский тигр
Бенга́льский тигр — популяция подвида тигра Panthera tigris tigris, ареал которой охватывает Индию, Непал, Бутан, Бангладеш (в устье реки Ганг). В 2011 году популяция бенгальского тигра оценивалась меньше чем в 2500 особей, с перспективой уменьшения. Однако на протяжении 2010-х годов наметился рост популяции тигра в дикой природе.
Популяция бенгальского тигра является самой многочисленной из популяций тигров — с количеством 1706 особей в Индии, 440 в Бангладеш, 155 в Непале, 67 в Бутане, по данным на 2010 год. Общая численность тигров на 2019 в Индии оценивается в 2967 особей.
Бенгальский тигр является национальным животным государства Бангладеш — исторической Бенгалии. Panthera tigris также считается национальным животным в соседней Индии и Китае.

## Физические характеристики
Его окрас варьируется от жёлтого до светло-оранжевого меха, а полосы от тёмно-коричневого до чёрного, живот белый, а хвост преимущественно белый с черными кольцами. Рецессивная мутация — белый тигр — имеет темно-коричневые или красновато-коричневые полосы на белом меху, реже встречаются абсолютно белые тигры, без полос.
Общая длина тела, в том числе хвост, среди самцов обычно колеблется от 270 до 310 см, но может достигать 330 см, сообщалось о зверях достигавших и 370 см, в то время как самки от 240 до 265 см, но может достигать 310 см. Длина хвоста обычно от 85 до 110 см, а высота в холке составляет от 90 до 110 см и соответственно может достигать 115 см. У бенгальского тигра самые большие клыки из семейства кошачьих, которые могут превышать 8 см.
Средняя масса самцов составляет 221,2 кг, в северной Индии, Непале — в среднем 235 кг, и максимально может достигать 250 кг, а в отдельных случаях 300 кг. Средняя масса самок составляет 139,7 кг и максимально может достигать 257 кг. Рекордная масса самца, убитого в северной Индии в 1967 году, составлял 327,7 кг. Это официально самый высокий показатель в природе среди бенгальских тигров.
Рёв бенгальского тигра можно услышать на расстоянии до 3 км.

## Белая вариация (Panthera tigris tigris var. Alba)
Небольшая популяция была выведена зарубежными учёными в середине 70-х для украшения зоопарков. В природных условиях белая шкура только мешала бы зверю охотиться летом. Специалисты объясняют редкий окрас недостаточным содержанием пигмента. Однако чёрные полоски при этом не пострадали. Белые тигры отличаются от своих собратьев с рыжей шкурой ещё и голубым цветом глаз (это доказывает, что данная мутация не является альбинизмом).

## Нападения на людей

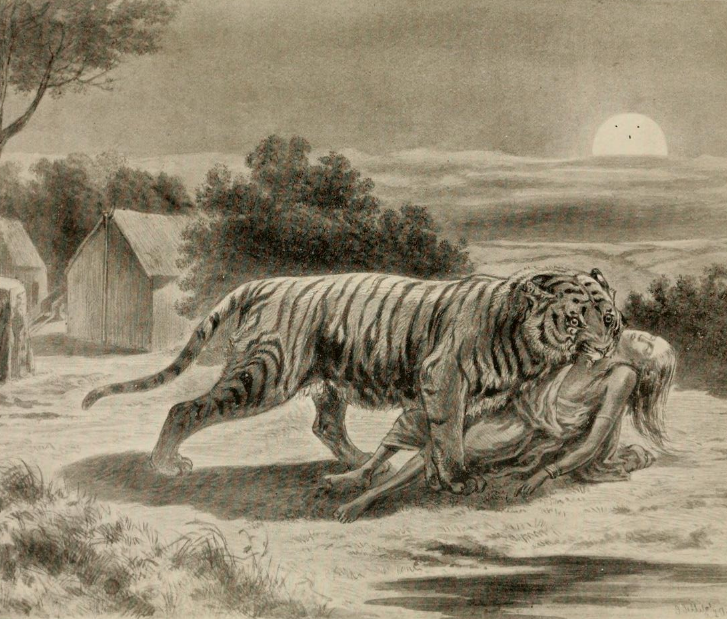
Тигр-людоед

Раньше тигры нападали на людей во многих местах своего индийского ареала. Скорее всего это поведение вызвано тем, что тигры иногда нападают на индийского дикобраза. Иглы глубоко вонзаются в кожу неудачливого хищника и не выходят оттуда, вызывая острую боль. Такой охотник уже не в состоянии поймать крупную резвую добычу и выбирает мелкую дичь, иногда людей. В настоящее время на обширном заболоченном пространстве, образованном общей дельтой рек Ганг и Брахмапутра, обитают около 500 бенгальских тигров. Так как в Индии проводятся мероприятия по защите этих животных, то в некоторых местах отдельные тигры считают человека доступной добычей из-за густонаселённости граничных с заповедниками территорий (при доступности других жертв так чаще поступают старые или ослабленные животные). Для обитателей островов дельты тигры-людоеды не являются единственной опасностью, но все же вызывают у них наибольший страх. Несколько случаев нападений зафиксировано и в национальном парке Бандхавгарх (в центральной части страны).

## Фотогалерея

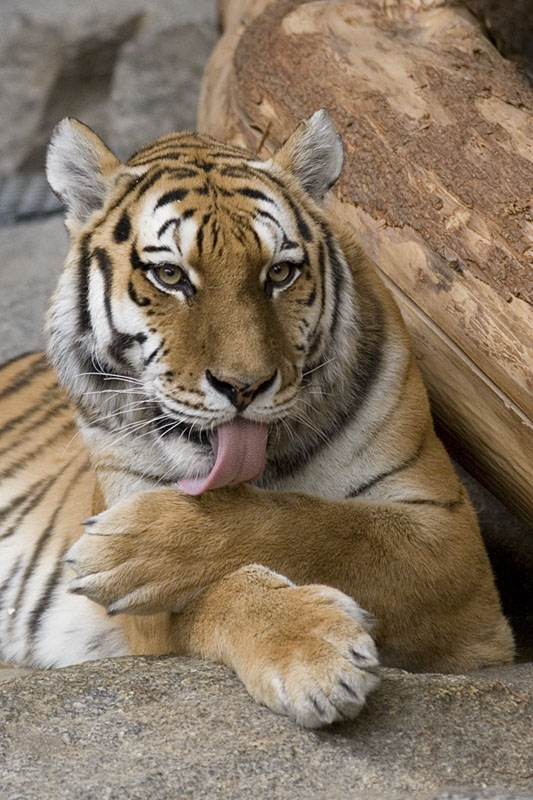
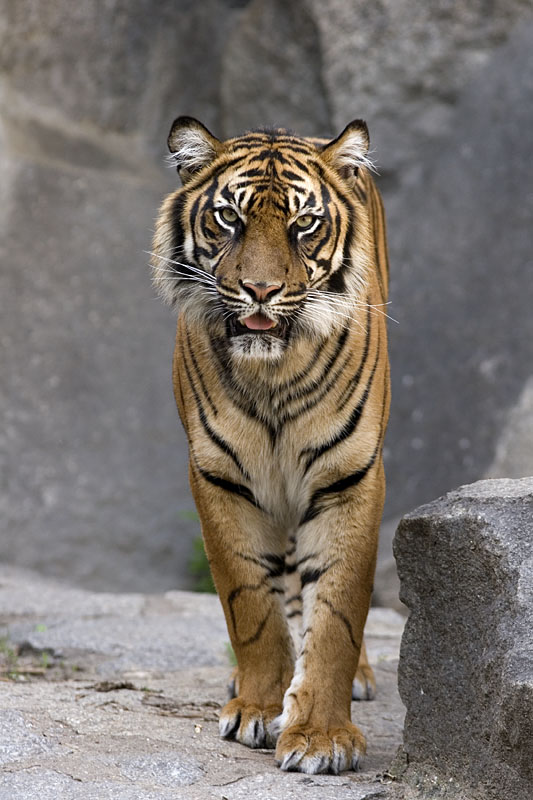
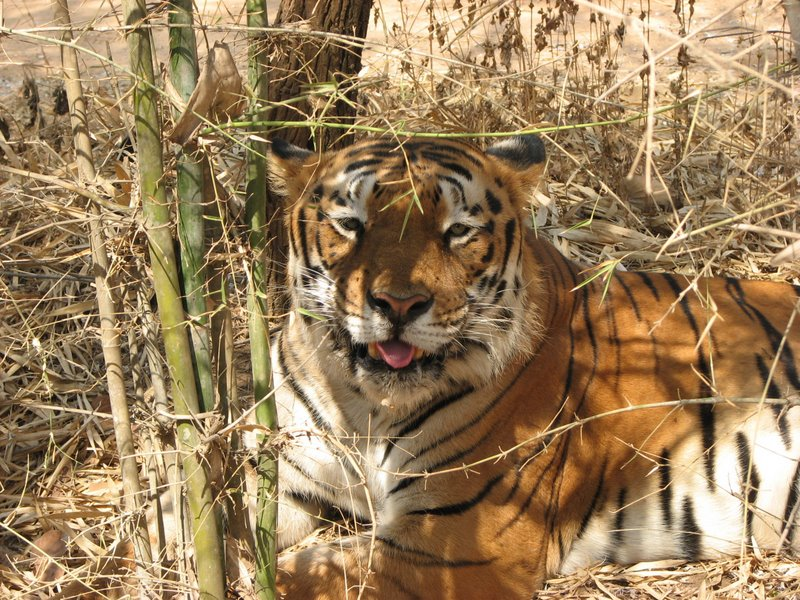
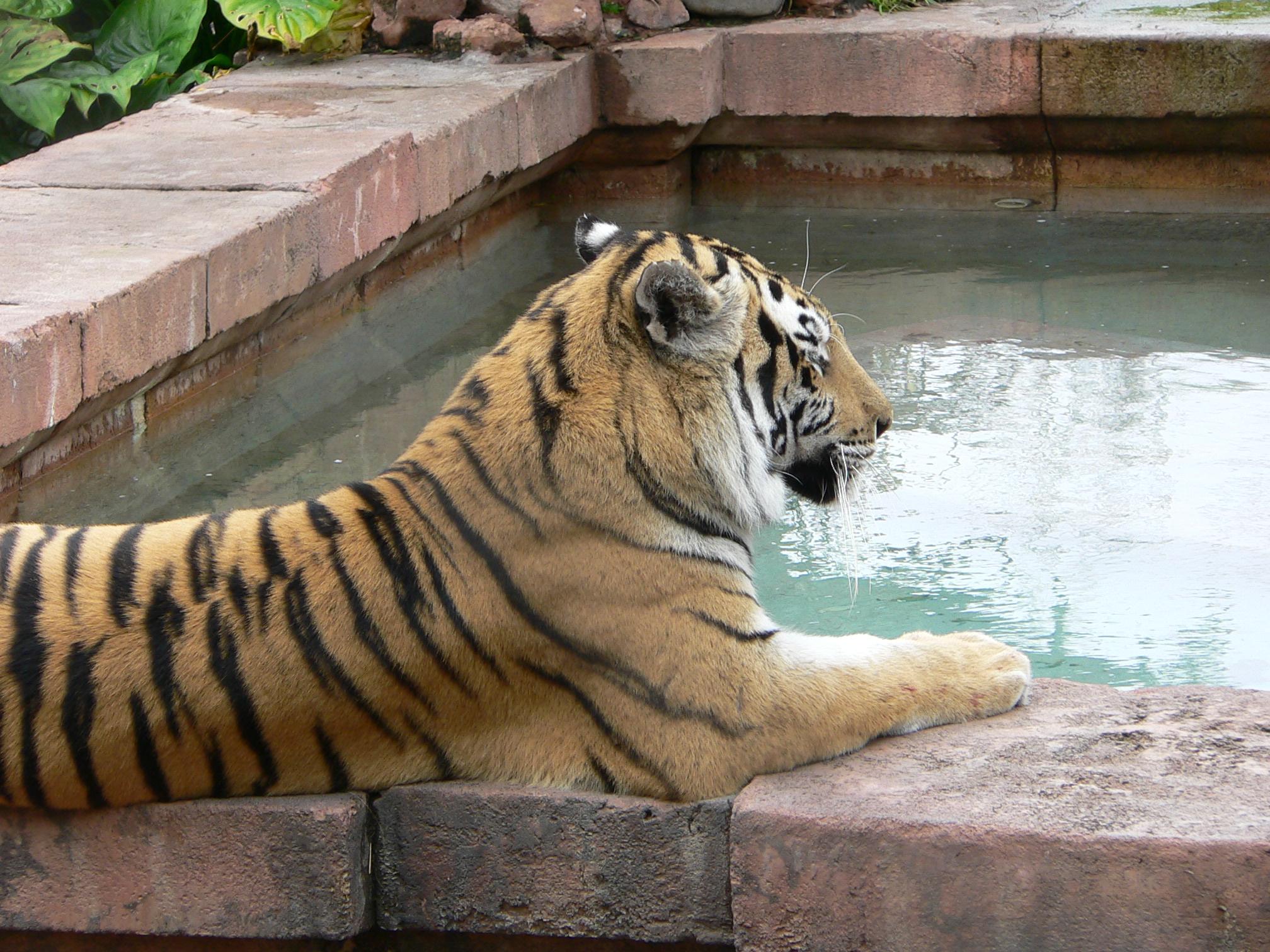
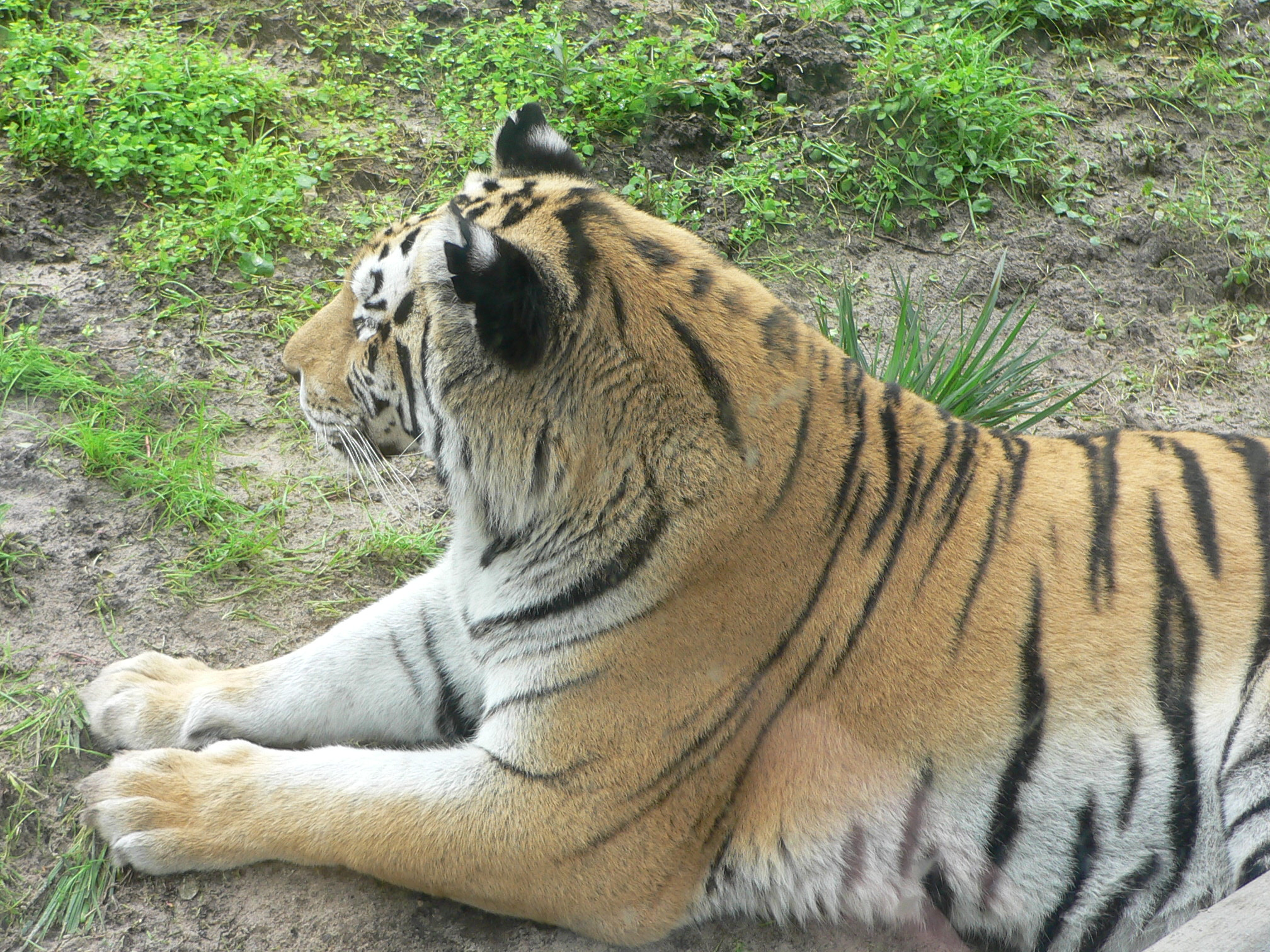
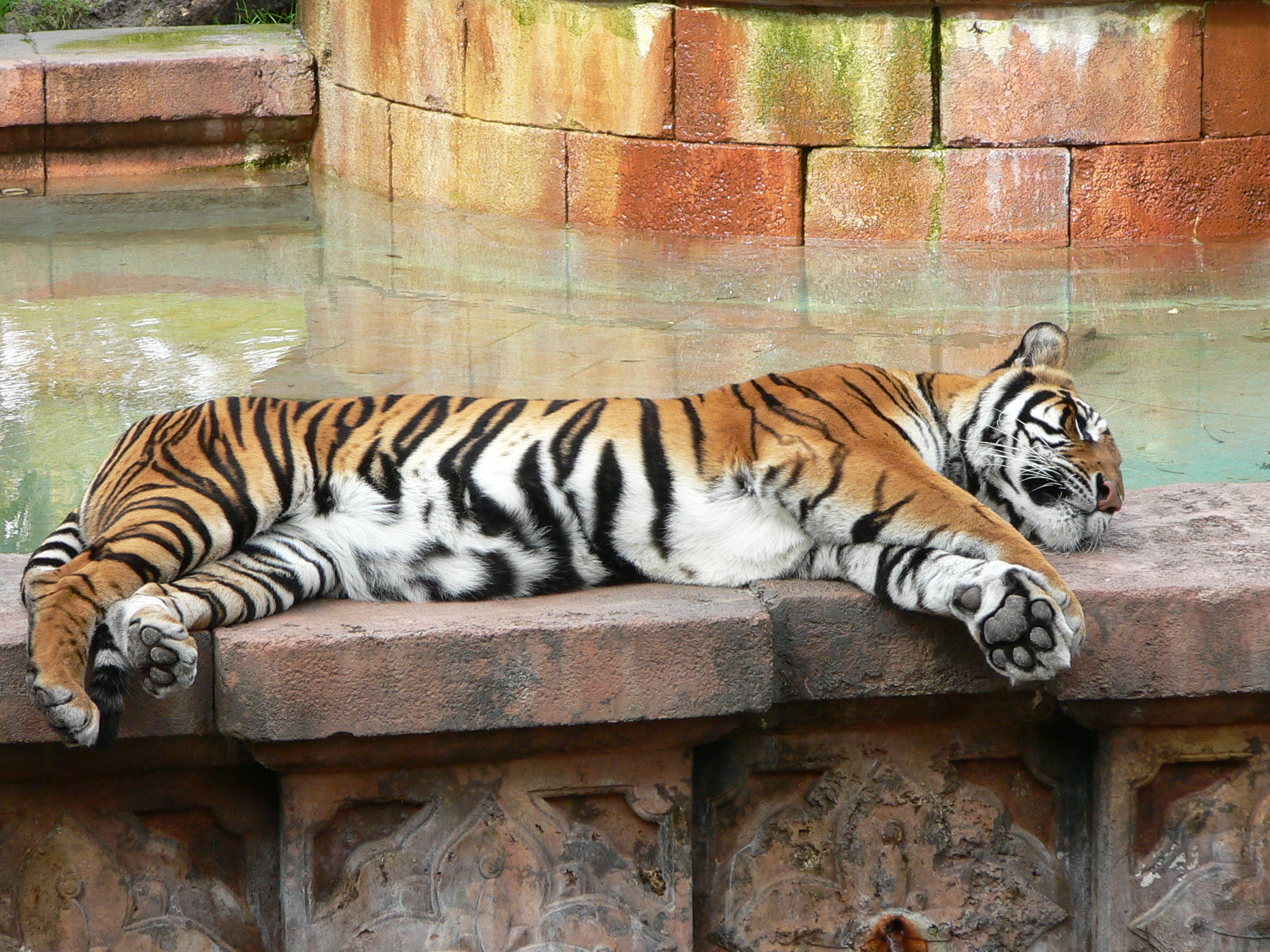
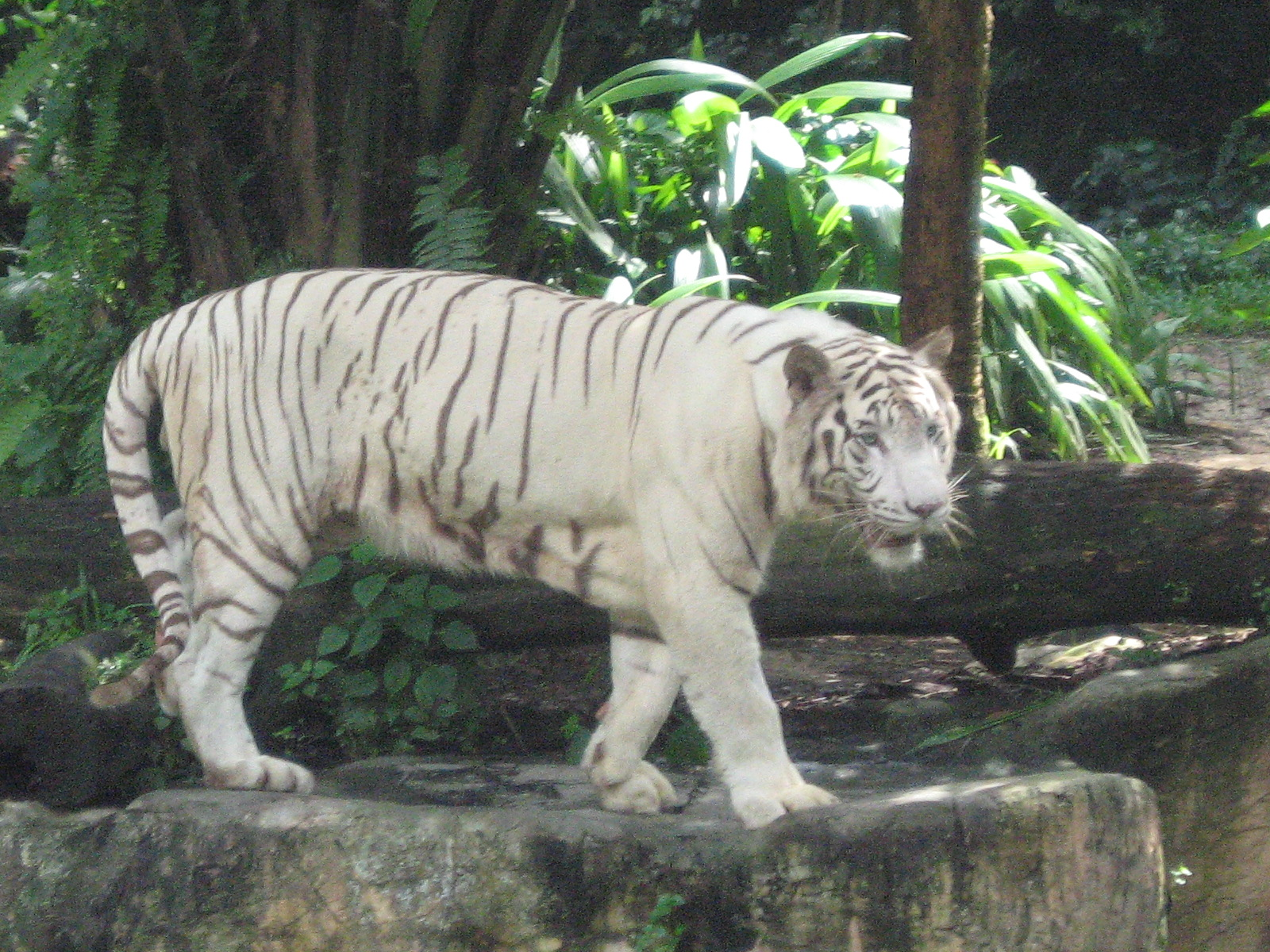
Белый тигр
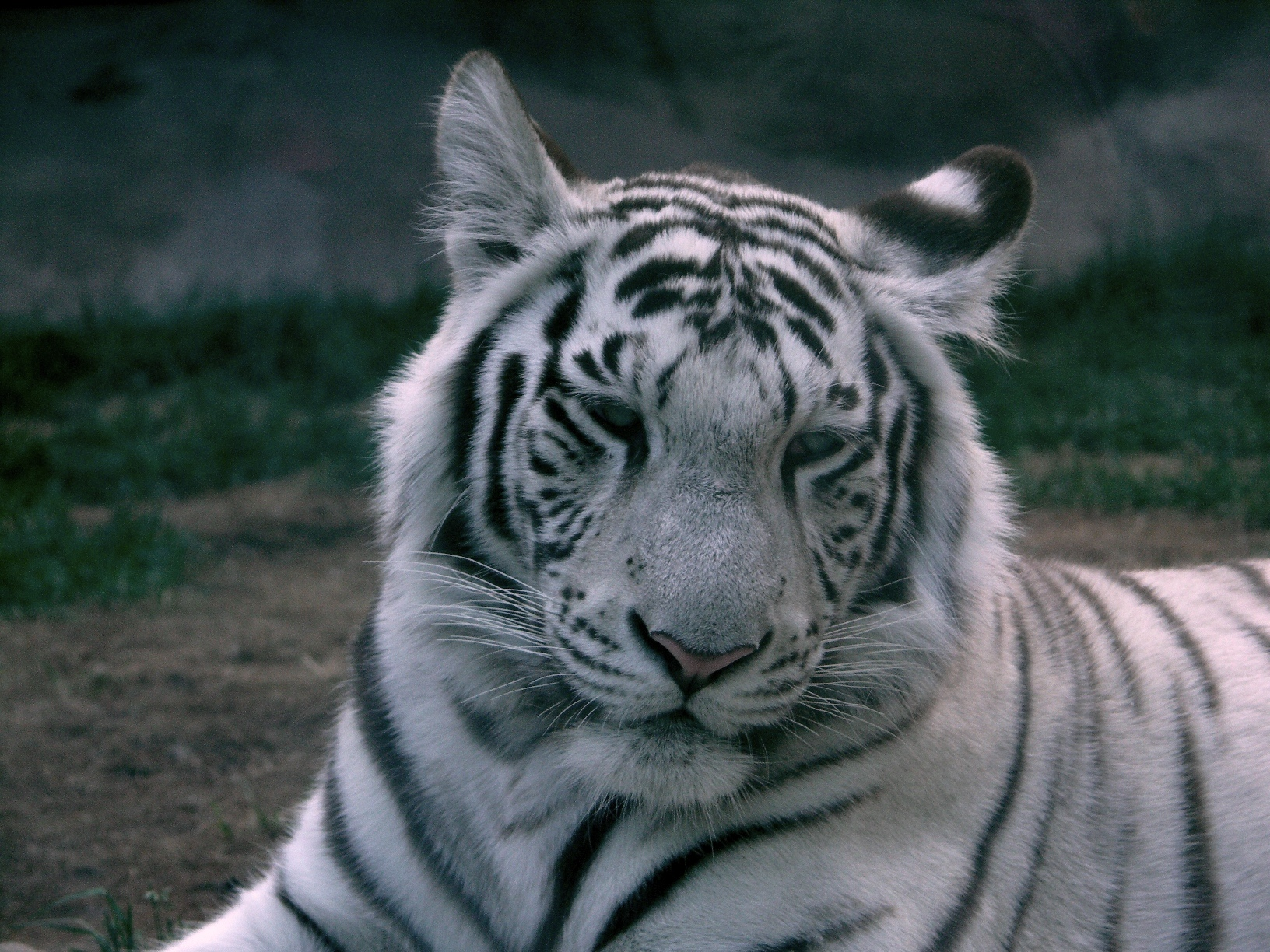
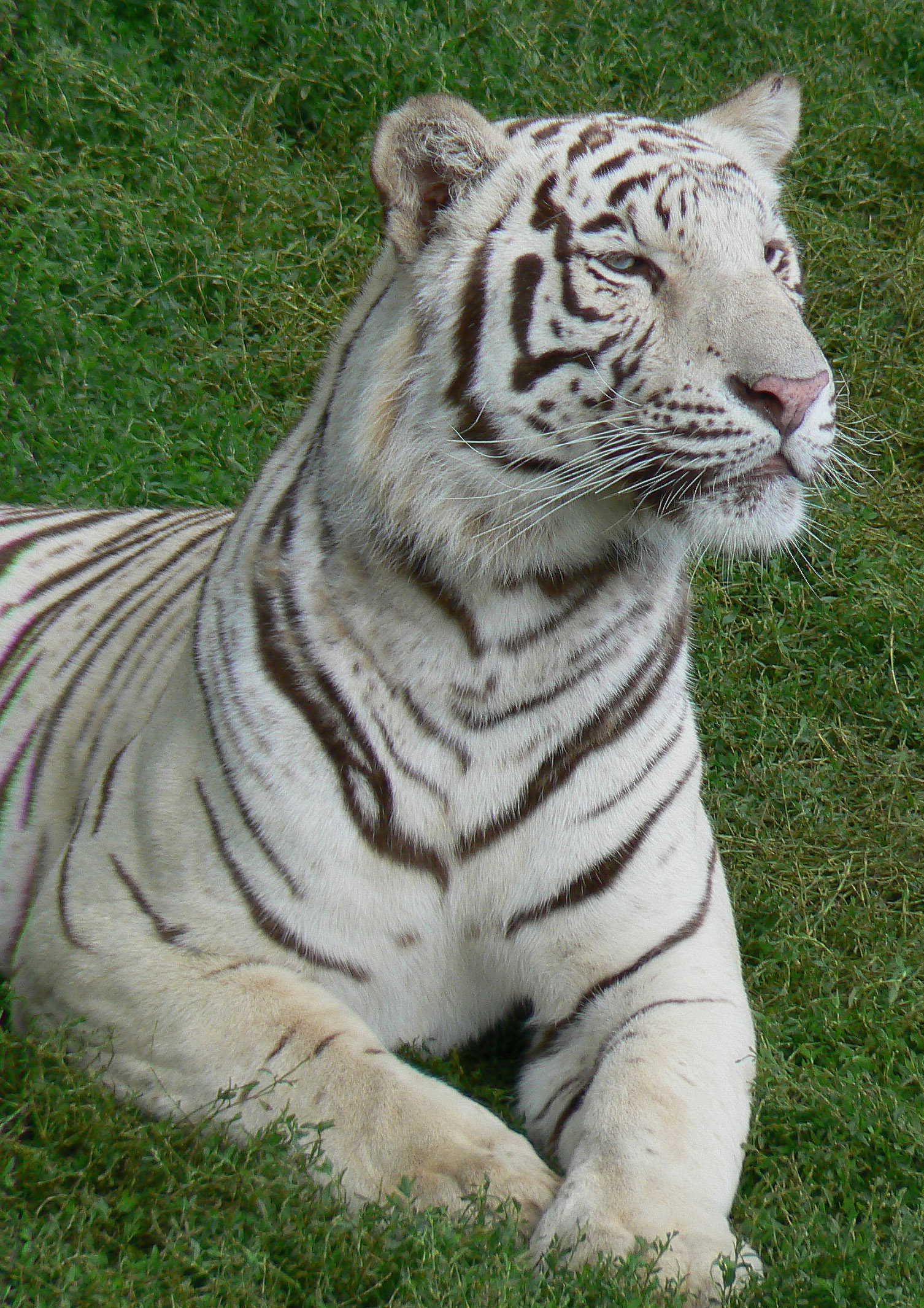
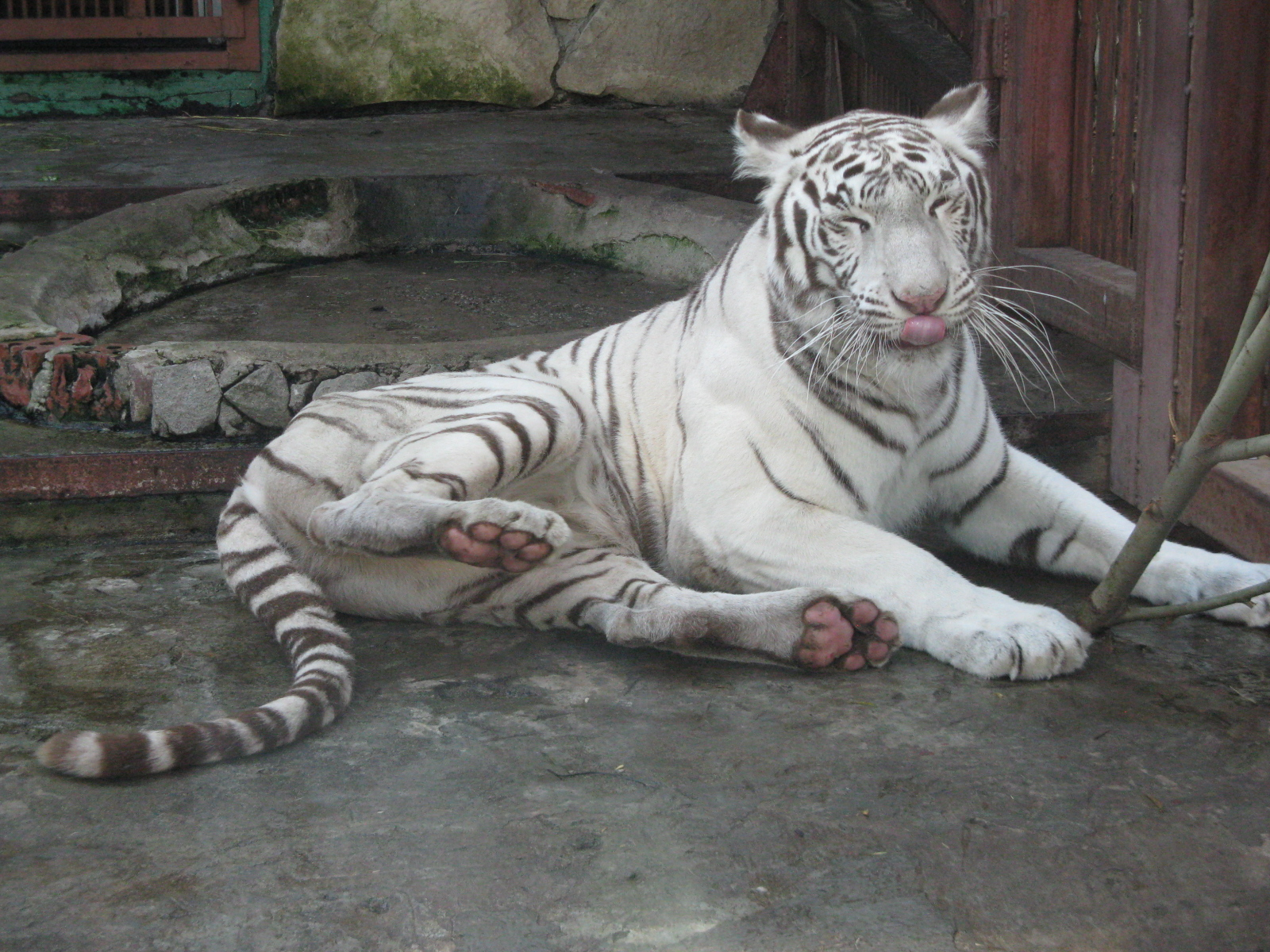